# ضريح حسين بك
ضريح حسين بك ((بالباشقيرية: Хөсәйенбәк кәшәнәһе)‏ Hәsәyenbәk kәshәnәһe) - مكان دفن الحاج حسين بك، الإمام الأول لإقليم باشكورتوستان الحديث. يقع الضريح في مقبرة أكزيرات في قرية تشيشمي في مقاطعة تشيشمينسكي بجمهورية باشكورتوستان. 

## حياة حسين بيك
ولد حسين بك، ابن عمر بك في بداية القرن الرابع عشر في مدينة تركستان بكازاخستان الحالية. دخل المدرسة المحلية في شبابه، حيث درس الشريعة الإسلامية وانضم إلى جماعة للطريقة اليسوية الصوفية، وذهب حسين بك لاحقًا إلى مكة المكرمة للحج. 
في القرن الرابع عشر، ناشد خان الباشكير تركستان بطلب إرسال شخص إلى أراضي الباشكير لنشر الإسلام، فتم إرسال حسين بك إلى أراضي البشكير، وأصبح أول قاضٍ وإمام في أراضي الباشكير، بعدما نجح في نشر الإسلام بها. 

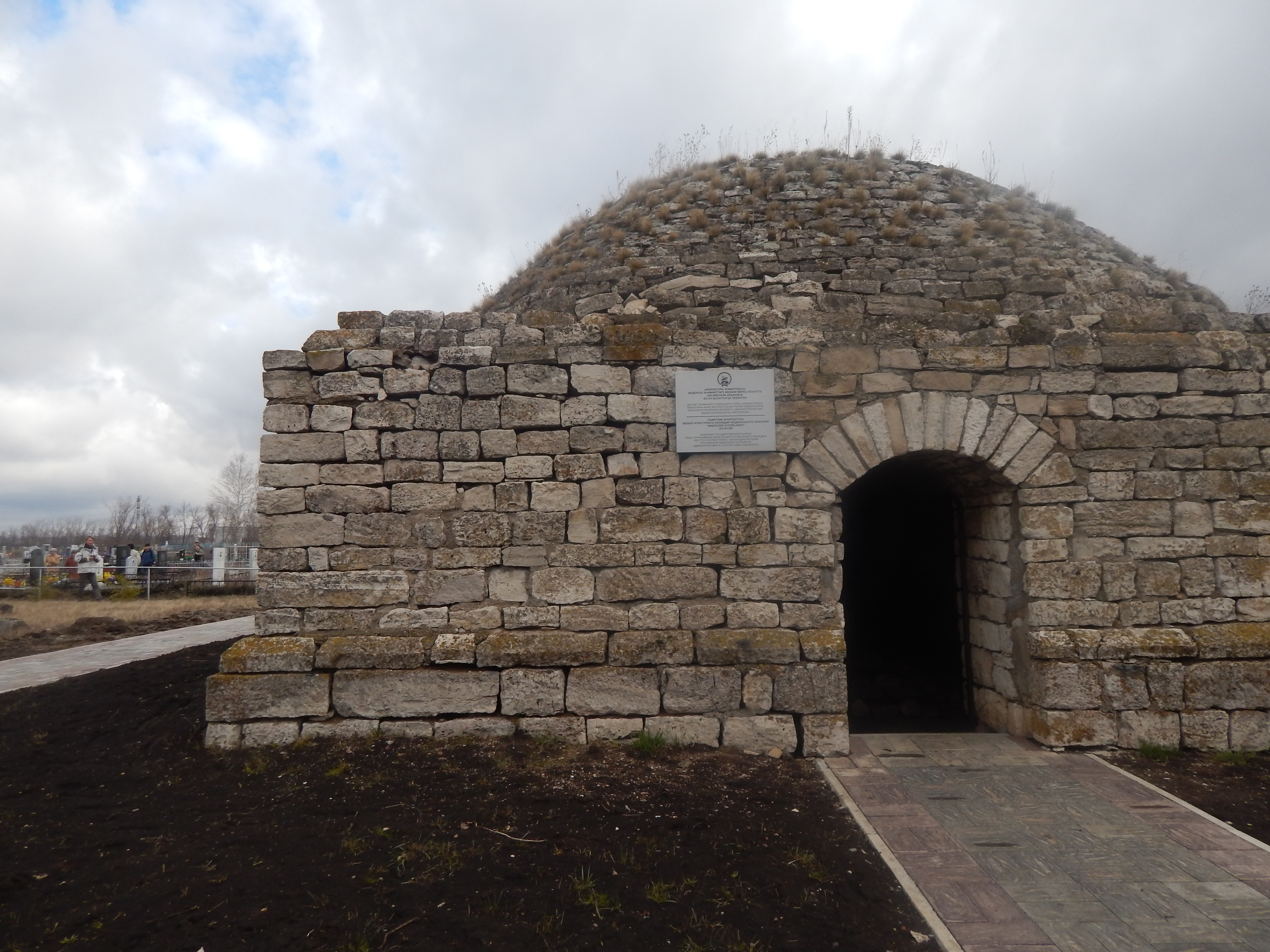
ضريح الحاج حسين بك

توفي الحاج جسين بك في 1341-42 ودفن بجانب بحيرة أكزيرات على تل صغير، في أراضي قرية تشيشمي الحالية. ووفقًا لرضاء الدين فخر الدين، هناك رأي مفاده أنه كان واحداً من عائلة البيك التي أرسلها خانات القبيلة الذهبية من سراي إلى هذه الأماكن كحاكم. 

## بناء الضريح
في العام 1393-1394، دخل تيمورلنك الأراضي الباشكيرية في مطاردته لتوختاميش خان القبيلة الذهبية. بعد عثوره على قبر الحاج حسين بك، قرر تيمورلنك إقامة ضريح رائع تشريفًا له. أُحضر القبر من تركستان على 12 ثور وكُتب عليه: «رحمه الله على الحاج الراحل الحسين - بيك، ابن جومار بك من عائلة تاراس، من أرض تركستان. يا رب، يا إلهي، لا تتركه برحمتك! توفي حسين بك ابن جومار بك عام 744 هجري (1366 ميلادي) عن عمر 76 سنة. انصت جيدًا، أيها الأمين». يوجد هذا البيت الشعري الآن في متحف أوفا المحلي. 
تحكي العديد من الأساطير غير المؤكدة عن الضريح، فعلى سبيل المثال، تقريبًأ على نفس التل الذي أقيم فيه القبر، انتظر تيمورلنك بجيشه الشتاء ولسبب غير معروف توفي جزء من الجيش، وبجوار ضريح حسين بك تم دفن 6 من قادة الجيش الأمراء مما شكل مقبرة أكزيرات الإسلامية القديمة. 

## فيما بعد

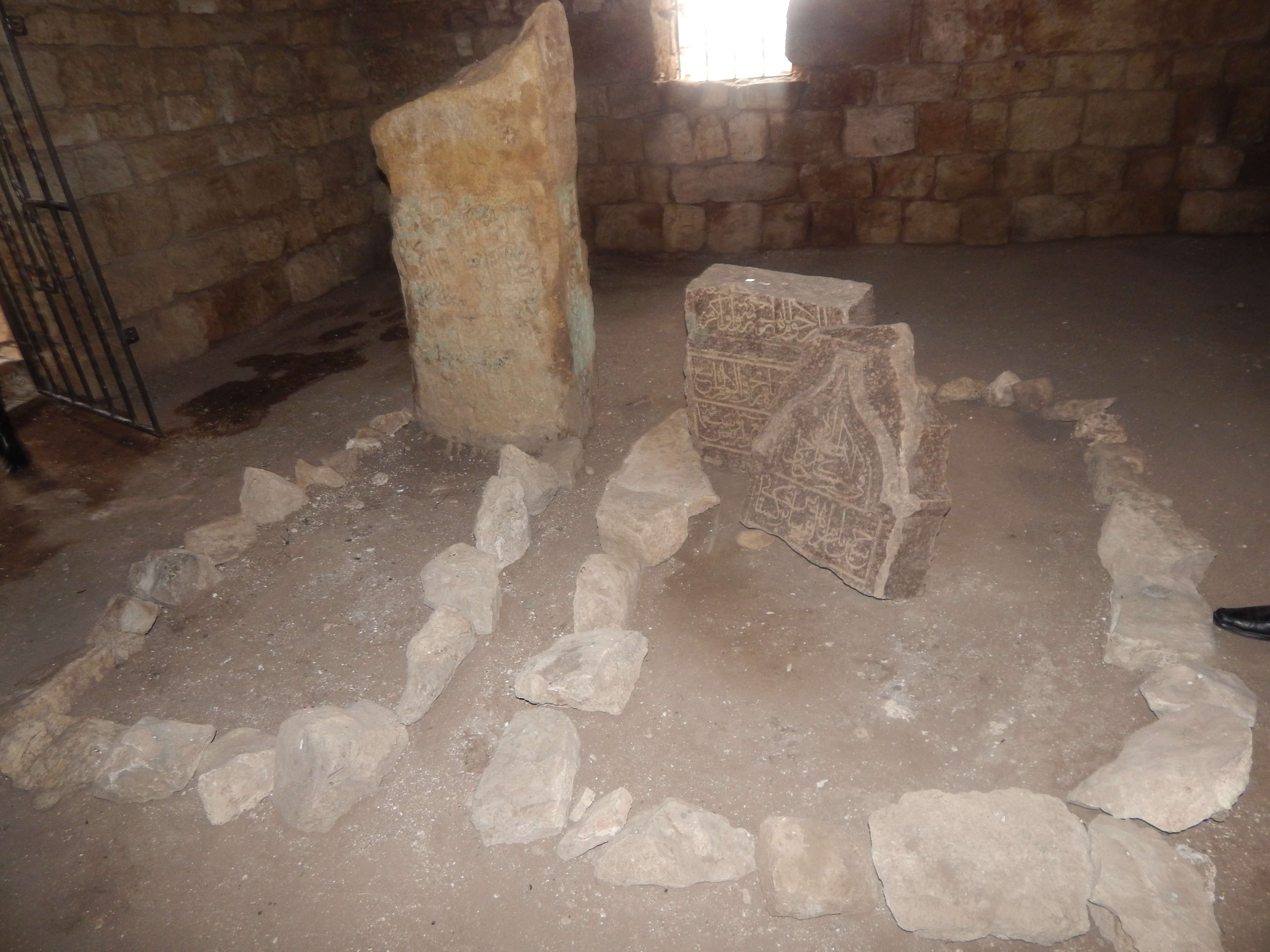
شواهد القبور في موقع دفن الحاج حسين بك

تم تدمير الضريح بالكامل بحلول القرن الثامن عشر، وفقط في عام 1911 قرر مفتي أوفا استعادة القبر لأنه كان مزارًا إسلاميًا. في هذا الصدد بدأت حفريات القبر، نتيجة لذلك تم اكتشاف 9 قبور في 6 مدافن، حيث كان هناك أطفال وفي البقية كان هناك رجل وامرأة وحسين بك نفسه، وأعاد علماء الآثار تشكيله. تقام الموالد في ذكرى حسين بك كل عام في مقاطعة تشيشمينسكي.